# Břežany, Znojmo
Břežany là một làng thuộc huyện Znojmo, vùng Jihomoravský, Cộng hòa Séc.